# Il caso Courrier
Il caso Courrier è un romanzo scritto da Marta Morazzoni e pubblicato nel 1997. Ha vinto nello stesso anno il Premio Campiello.
Il libro è stato tradotto in varie lingue, tra cui il francese, il croato e lo svedese.

## Storia editoriale
Il romanzo si è classificato secondo al Premio letterario nazionale per la donna scrittrice e ha vinto anche il Premio dei Lettori.
La versione in lingua inglese del romanzo, dal titolo Emma Rose, è stata insignita dell'Independent Foreign Fiction Prize.

## Trama
Alphonse Courrier non aveva dato per cinquant'anni motivo di chiacchiere ai suoi compaesani. Sposato e padre di due figli maschi, con una casa tenuta in modo impeccabile, proprietario di un negozio di ferramenta da lui stesso tirato su dal niente. Nessuno pensava che proprio lui avrebbe fatto un gesto estremo, senza un apparente motivo, ma la vita di quest'uomo discreto, era viaggiata a lungo su due binari e Alphonse Courrier poteva ben dire di avere grandi segreti.
Sin da bambino, Alphonse aveva scoperto a proprie spese cosa significa affrontare ogni momento con la doverosa preparazione: da un episodio banale, in cui il bimbo Alphonse aveva compromesso la buona riuscita di un compito scolastico, si era sforzato di tenere sempre sotto controllo tutto ciò che gli accadeva. Grazie anche a una notevole fortuna, gli era riuscito tutto ciò in cui si era cimentato. Di bell'aspetto, con occhi color blu pervinca, barba e occhiali dorati, si era sposato con una donna che non amava, ma che incarnava l'ideale della moglie perfetta. 
Qui però cominciano i segreti di Courrier. Amava in realtà la donna più brutta del paese, una certa Adèle, che viveva con due fratelli falegnami. E aveva praticamente fatto innamorare di sé una fanciulla strabica, Jeanne. Con molti silenzi e reticenze, era riuscito a manovrare la moglie che, incredibilmente, aveva trovato un marito per Jeanne, un uomo semplice e solido, e Jeanne era divenuta a suo modo una signora, con una dignità e un'autostima che non si sarebbero potute prevedere. Ma proprio durante il matrimonio della giovane, egli aveva lasciato cadere la sua fede nuziale, creando un piccolo e utilissimo scandalo: tutti i partecipanti avevano chiacchierato molto. Gli sposi ne furono lieti, constatando che la loro festa era un successo, sebbene ignorassero quale futile motivo avesse dato impulso a tanta convivialità.
L'episodio però era stato fortuito ed il controllo di Courrier era venuto meno. Ogni martedì e venerdì notte nel retro del negozio, egli incontrava Adèle, consumando rapporti appassionati. Eppure un caso fortuito (come quello dell'anello, per esempio) avrebbe potuto svelare l'andirivieni di Adèle, ma non accadde mai. Un venerdì in cui avevano deciso di non incontrarsi, con Courrier insonne dopo una cena in famiglia, un incendio divampò in casa dei falegnami e la povera Adèle venne portata fuori senza vita. Courrier, per il controllo che si era imposto, non sfogò il suo dolore.
Per i seguenti sei anni, Alphonse Courrier portò a compimento altri obiettivi, denaro e sicurezza per la famiglia: tutto secondo i suoi piani, ma poco prima del suo cinquantunesimo compleanno, la sera del 27 dicembre, mise fine alla sua vita con due colpi di rivoltella. In paese se ne parlò per tanto tempo, ma nessuno sapeva il segreto di Courrier.

## Edizioni
- Marta Morazzoni, Il caso Courrier, Milano, Longanesi, 1997.
- M. Morazzoni, Il caso Courrier, postfazione di Giovanni Pacchiano, Parma, Guanda, 2005